# بيرغيت ساراب
بيرغيت ساراب (بالإستونية: Birgit Sarrap)‏ والمولودة باسم ويجيميل ((بالإستونية: Õigemeel)‏، بتاريخ 24 سبتمبر 1988) هي مغنية إستونية بدأت مسيرتها في الغناء على التلفزيون الإستوني الرسمي كمغنية في برامج الأطفال إضافة إلى عملها كمعلة عزف على الكمان في مدرسة كوهيلا للموسيقى.
بيرغيت هي أول فائزة بلقب إستونيان سوبر ستار في 14 يونيو 2007. وحصلت في نفس السنة على جائزة الزيتونة الذهبية من مهرجان الثقافة الإيطالية، حيث تعتبر أول سيدة غير إيطالية تحصل على هذه الجائزة.

## مسابقة الأغنية الأوروبية
مثلت بيرغيت بلدها إستونيا في مسابقة الأغنية الأوروبية 2013 التي أقيمت في مالمو عاصمة السويد، حيث شاركت بأنجح أغانيها وهي «يمكننا صنع بداية جديدة من هنا» (بالإنجليزية: So There Could Be a New Beginning)‏، ووصلت إلى نصف نهائي المسابقة محتلة المركز 20 برصيد 19 نقطة.
قبل ذلك شاركت في المسابقة مرتين سنتي 2008 و 2012 لكنها لم تستطع المرور نحو المسابقة الرسمية، وفي 2002 شاركت أيضا في المسابقة لكن كمغنية جوقة.

## في المسرح
بدأت بيرغيت احتراف المسرح في 2007، حيث لعبت دور «سيلفيا» في مسرحية السيدان الفيرونيان التي كتبها ويليام شيكسبير والتي قدمت في المسرح الإستوني الوطني في تارتو. كما لعبت دورا في مسرحية موسيقية للكاتبة ماريا فون تراب بعنوان «صوت الموسيقي» (بالإنجليزية: The Sound of Music)‏ في 2010، في 2011 شاركت في دور ثانوي في المسرحية الموسيقية الشعبية الشهيرة «بيكو» والتي عرضت في فارسكا. وفي خريف العام 2016 لعبت دور «صوفي» في مسرحية «ماما ميا!» التي عرضت في مسقط رأسها كوهيلا.

## الحياة الشخصية
تزوجت بيغريت من مدير أعمالها «إندريك ساراب» ورزقت منه بطفلين؛ ولد مولود في أكتوبر 2013 وفتاة مولودة في 2016، ويعيشون في تالين. بيرغيت هي الأخت الثانية من بين 4 أخوات وشقيقهم، والدتها مدرسة موسيقى ووالدها مدير شركة محلية للأثاتت المنزلي، وتعيش أسرتها في مقاطعة رابلا.

## ديسكوغرافيا

### الألبومات
- 2008: «بيرغيت ساراب»
- 2008: "Ilus aeg"
- 2009: "Teineteisel pool"
- 2013: "Uus algus"

### الأغاني المنفردة
- 2008: «365 يوم»
- 2008: «آخر عيد ميلاد»
- 2011: «لست لوحدك»
- 2013: «يمكننا صنع بداية جديدة من هنا»
- 2013: «بحر الحياة»